# (3892) Dezsö
(3892) Dezsö – planetoida z grupy pasa głównego asteroid okrążająca Słońce w ciągu 4 lat i 78 dni w średniej odległości 2,61 j.a. Została odkryta 19 kwietnia 1941 roku w Obserwatorium Iso-Heikkilä w Turku przez Liisi Otermę. Nazwa planetoidy pochodzi od węgierskiego astronoma Dezsö Loranta, przyjaciela odkrywcy, założyciela i wieloletniego dyrektora Obserwatorium Fizyki Słońca w Debreczynie. Przed jej nadaniem planetoida nosiła oznaczenie tymczasowe (3892) 1941 HD.